# Saint-Mathieu-de-Rioux
Saint-Mathieu-de-Rioux es un municipio canadiense situado en la provincia de Quebec.

## Superficie
Saint-Mathieu-de-Rioux tiene una superficie de 107,27 km².

## Demografía
En 2021, tenía 691 habitantes, una densidad poblacional de 6,4 hab./km², y 573 viviendas.